# Myron McCord

Myron McCord

Myron Hawley McCord (* 26. November 1840 in Ceres, McKean County, Pennsylvania; † 27. April 1908 in Phoenix, Arizona) war ein US-amerikanischer Politiker (Republikanische Partei).

## Werdegang
McCord besuchte die Richburg Academy in New York, zog dann 1854 nach Wisconsin und ließ sich im Shawano County nieder. 1875 zog er nach Merrill. Während dieser Zeit war er als Verleger, Waldarbeiter und Farmer tätig. Ferner veröffentlichte er zwischen 1868 und 1883 eine Zeitung.
Er entschied sich 1873 eine politische Laufbahn einzuschlagen und wurde in den Senat von Wisconsin gewählt, wo er bis 1874 tätig war. 1876 vertrat er als Delegierter Wisconsin bei der Republican National Convention. Ferner gehörte er 1881 der Wisconsin State Assembly an. Danach war er vom 26. Februar 1884 bis zum 24. Juni 1885 als Register (für das Register verantwortlicher Beamter) im US-Grundbuchamt in Wausau tätig.
McCord wurde als Republikaner in den 51. US-Kongress gewählt. Dort war er vom 4. März 1889 bis zum 3. März 1891 im Repräsentantenhaus tätig. Er scheiterte 1890 bei seinem Wiederwahlversuch in den 52. Kongress, gewann aber die Wahl in den 53. Kongress. Anschließend kehrte er nach Merrill zurück und beschäftigte sich dort mit landwirtschaftlichen Arbeiten und der Holzwirtschaft.
Präsident William McKinley ernannte ihn 1897 zum Gouverneur des Arizona-Territoriums. Allerdings trat er schon 1898 von diesem Posten zurück, um ein territoriales Regiment für den Spanisch-Amerikanischen Krieg aufzustellen. Am 1. Mai 1902 wurde er zum US Marshal für den District of Arizona ernannt, eine Stellung, die er bis zum 1. Juli 1905 innehatte. Später war er auch als Steuereinnehmer für die Zollbehörde (Collector of customs) für den Hafen von Nogales tätig.
Er verstarb am 27. April 1908 und wurde in Merrill beigesetzt.

## Ehen
McCord war in seinem Leben drei Mal verheiratet. Seine erste Ehe ging er 1861 mit Anna Mariah Murray ein. Er ließ sich dann aber 1876 von ihr scheiden. Ein Jahr später, 1877, heiratete er dann Sarah Etta Space. Mit ihr war er bis zu ihrem Tod 1903 verheiratet. Nach ihrem Tod heiratete er dann 1904 erneut und zwar Mary Emma Winslow.